# La Princesse de Navarre
La Princesse de Navarre (Prinsessan av Navarra) är en comédie-ballet i tre akter med musik av Jean-Philippe Rameau och libretto av Voltaire.
Handlingen är komplicerad och kretsar kring prinsessan Constances av Navarra kärlek till Gaston de Foix, som tillhör en fientligt sinnad familj. Det hela slutar lyckligt och de tu får varandra. Operan hade premiär den 23 februari 1745 på La Grande Ecurie i slottet i Versailles och var ett beställningsverk med anledning av den franske tronföljaren Ludvigs bröllop med prinsessan Maria Teresia Rafaela av Spanien och blev en sådan succé att kung Ludvig XIV bekostade utgivningen av verket och utsåg Rameau till hovkompositör med årlig pension.